# Человек, который спас мир (фильм, 1982)
«Человек, который спас мир» (тур. Dünyayı Kurtaran Adam) — турецкий фильм режиссёра Четин Инанч с элементами научной фантастики, боевика и приключенческого фильма. За рубежом известен как «Турецкие Звёздные войны», является мокбастером франшизы «Звёздные войны»

## Сюжет
Пилоты Мурат и Али, чьи космические корабли потерпели крушение во время битвы на пустынной планете, путешествуют по пустыне. Они предполагают, что здесь обитают только женщины. Появляется главный злодей и захватывает героев, приводя их на свою гладиаторскую арену для сражений. Он говорит им, что он на самом деле с Земли и является чародеем, которому 1000 лет. 
Герои убегают и прячутся в пещере, полной людей, которые уже бежали от тирана-чародея. Мурат знакомится с единственной женщиной, которая присматривает за детьми. Приспешники нападают на пещеру и превращают детей в монстров, их кровь используется для бессмертия злого чародея. Затем трое убегают из пещеры и находят местный бар, похожий на кантину Мос-Эйсли. Там герои попадают в драку, но внезапно появляется чародей и снова их захватывает.
Он пытается убедить их присоединиться к нему. Он посылает свою королеву, чтобы соблазнить Али, и предлагает Мурату возможность управлять землей и звёздами, если он присоединится к нему. Мурат отказывается, и чародей показывает, что у него в плену женщина и ребенок. В порыве ярости, герой сражается с его монстрами и стражами. Тем временем монстры нападают на Али, он побеждает монстров и присоединяется к битве Мурата. Оба были отключены охранниками, а затем подверглись пыткам со стороны волшебника. Наконец, чародей сталкивает Мурата и гигантского монстра на арене. Мужчина побеждает его и бежит, забирая с собой женщину и ребенка. Али остается в плену.
Мурат узнает о мече, созданном «13-м кланом», который растопил гору тысячи «космических лет» назад. Он находит этот меч в пещере, охраняемой двумя золотыми воинами. Он побеждает охранников и забирает меч. С мечом он отправляется освободить друга из темницы чародея. Однако Али завидует его мечу, нокаутирует друга, забирая меч и золотой мозг. Затем чародей с помощью хитрости забирает артефакты и прикоснувшись к этим предметам, увеличивает свои способности и захватывает Мурата, Али, женщину и ребенка. Али убит при глупой попытке сбежать.
Убитый горем Мурат решил растопить золотой меч и мозг, чтобы превратить их в пару перчаток и сапог. Оснащенный волшебными перчатками и ботинками, он ищет чародея, чтобы отомстить за смерть своего друга. После битвы с многочисленными монстрами и скелетами, он сталкивается со своим заклятым врагом лицом к лицу, и разрубает его пополам. Затем он покидает планету и отправляется на Землю на корабле, который очень похож на Тысячелетний сокол.

## В ролях
- Джюнейт Аркын — Мурат
- Айтекин Аккая — Али
- Неджла Фиде — Королева племени
- Хусейн Пейда — Билге
- Хикмет Ташдемир — Сихирбаз
- Фюсун Учар
- Айдын Хабердар
- Мэхмет Уйгюр
- Кадир Ко
- Ягдемир Эйдер
- Сёнмез Йыкылмаз

## Производство
Благодаря коммерческому успеху фильмов «Звездный путь» и «Звездные войны», стали популярны, но режиссёр Четин Инанч задумался о съемках фильма в стиле научной фантастики и просмотрел множество фильмов в этом жанре. Рисуя костюмы, художник постановщик Нури Кыргечу, задумалась, что ей нужно нарисовать монстров, о которых она мечтала. Вместе с Джунейтом Аркыном писали сценарий. Фильм снимали в Каппадокии около месяца, некоторые из них в заброшенных христианских церквях и монастырях. В качестве спецэффектов, он взял кадры летающих космических кораблей из оригинала в студии и поместил их позади актёров в сценах космического корабля. Шлем, использованный в сцене, был получен от байкеров, которого он видел на улице, и попеременно застревал.
В фильме были использованы фрагменты из кинокартин, как и зарубежного, так и турецкого производств
- Когда миры столкнутся (1951, часть трейлера, красная планета)
- Фильмы кинокомпании Euro International Films (Вращающаяся Земля на фоне анимированной эмблемы в трейлере фильма]
- Содом и Гоморра (1962, сцены рабов)
- Волшебный меч (1962, сцены с монстрами)
- Звёздные войны. Эпизод IV: Новая надежда (1977, Битва с космическими челноками)
- Bilal-i Habeşi (1974, фильм самого режиссёра)
- Örümcek Kadın
- Yusuf ile Züleyha / Hazreti Yusuf (1970, фильм, в котором участвовал Джунейт Аркын)

## Критика
После первоначального выпуска, фильм был подвергнут критике за непоследовательную сюжетную линию, плохую работу и использование фрагментов и музыки из других фильмов.
Фильм считаеться одним из самых худших за всю историю мирового кинематографа. Тем не мение, в последующие годы приобрёл статус культового.

## Продолжение
В декабре 2006 года вышло продолжение «Сын человека, который спас мир», режиссёром которого стал Картал Тибет. Некоторые фанаты были разочарованы фильмом из-за его спецэффектов. А какие-то из сцен пародируют не только «Звёздные войны», но и «Звёздный путь», а также Battlestar Gallactica. Джунейт Аркын повторил роль Мурата, который в титрах значится как «Человек, который спас мир».